# Geiersberg (Erzgebirge)
Der Geiersberg ist eine 536 m ü. NHN hohe Erhebung im Erzgebirge im Freistaat Sachsen.

## Geografische Lage
Der Geiersberg liegt nordöstlich der Gemeinde Burkhardtsdorf, auf deren Ortsflur er auch liegt. Über die westliche Berglehne des Geiersberges führt die Bundesstraße 95 von Chemnitz nach Thum.

## Geschichte
Der Berg war wegen seiner Fernsicht als Ausflugsort sehr beliebt. Daher wurde im ausgehenden 19. Jahrhundert auf dem Gipfel ein Aussichtsturm errichtet und eine Ausflugsgaststätte betrieben, die zu Neu-Eibenberg gehörte und von der Bahnstation Kemtau der Bahnstrecke Chemnitz–Adorf und der Haltestelle Bergschänke Klaffenbach der Buslinie Chemnitz–Annaberg besucht werden konnte. Der Aussichtsturm musste aufgrund von Baufälligkeit in den 1920er-Jahren vollständig abgetragen werden. Die Gaststätte wurde noch einige Jahre weiterbetrieben. Heute ist der Berg teilweise bewaldet und nicht mehr als Aussichtspunkt zu gebrauchen. Er befindet sich in Privatbesitz.